# Indie na Letních olympijských hrách 1936
Indie se účastnila Letní olympiády 1936 v německém Berlíně. Zastupovalo ji 20 sportovců v jediném sportu.

## Medailisté
| Medaile | Jméno | Sport         | Soutěž      |
| ------- | --- | ------------- | ----------- |
| Zlato   | Richard Allen Dhyan Chand Ali Dara Lionel Emmett Peter Fernandes Joseph Galibardy Earnest Goodsir-Cullen Mohammed Hussain Sayed Mohammed Jaffar Ahmed Khan Ahsan Khan Mirza Masood Cyril Michie Baboo Nimal Joseph Phillips Shabab-ud-Din Shabban Garewal Singh Roop Singh Carlyle Tapsell | Pozemní hokej | turnaj mužů |